# 알렉상드르 코제브
알렉상드르 코제브(프랑스어: Alexandre Kojève, 프랑스어 발음: [alɛksɑ̃dʁ koʒɛv], 1902년 4월 28일 ~ 1968년 6월 4일)는 러시아에서 태어난 프랑스 철학자이자 정치인이며 그의 철학 세미나는 20세기 프랑스 철학에 지대한 영향을 미쳤다. 특별히 그는 헤겔 철학의 개념들을 20세기의 대륙 철학과 통합했다. 프랑스 정부의 정치인으로서, 그는 유럽 연합의 창설에 도움을 주었다. 코제브는 레오 스트라우스의 친구였으며, 일생 동안 그와 철학적 담화를 나누었다.

## 생애
알렉산드르 블라디미로비치 코제브니코프(러시아어: Алекса́ндр Влади́мирович Коже́вников)는 러시아의 부유하고 영향력 있는 집안에서 태어났다. 그의 삼촌은 추상파 화가 바실리 칸딘스키였으며, 코제브는 1936년에 그에 대한 영향력있는 에세이를 쓰기도 한다. 그는 베를린 대학교와 하이델베르크 대학교에서 교육을 받았다. 하이델베르크에서 그는 카를 야스퍼스의 지도 아래 그리스도 안에서 신과 인간의 연합에 대한 러시아 종교 철학자 블라디미르 솔로비에프의 관점에 대한 박사 논문을 완성한다. 박사 논문의 제목은 '블라디미르 솔로비에프의 종교 철학'(Die religiöse Philosophie Wladimir Solowjews)이다.
초기에는 철학자 마르틴 하이데거와 과학사가 알렉상드르 쿠아레의 영향을 받았다. 코제브는 그의 삶의 대부분을 프랑스에서 보냈으며, 1933년부터 1939년 사이 파리에서 헤겔의 정신 현상학에 대한 강의를 연속으로 진행했다. 2차 세계 대전 이후, 코제브는 프랑스 재무부에서 일했으며, 유럽 공동 시장의 수석 계획관 중 한 명이었다.
코제브는 다중언어구사자였으며, 산스크리트어, 중국어, 티베트어, 라틴어, 고전 그리스어를 공부했다. 그는 또한 프랑스어, 독일어, 러시아어, 영어에 유창했다.
코제브는 1968년 브뤼셀에서 죽었다. 프랑스 정부 앞에서 유럽 경제 공동체(현재의 유럽 연합)에 대한 발표를 한 직후였다. 그의 말년에, 그는 마르크스가 말한 유럽의 프롤레타리아트 계급은 더 이상 존재하지 않으며, 부유한 서방 세계는 발전 도상 국가들이 만연한 가난을 극복할 수 있도록 마셜 플랜과 비슷한 재정적 지원을 통해 도와야 한다는 입장을 반복적으로 표명했다.

## 철학
교조적 마르크스주의자는 아니지만 코제브는 영향력있고 기이한 헤겔 해석자로 알려졌으며 마르크스와 하이데거의 시각에서 헤겔을 읽었다. 그의 유명한 "역사의 종말" 테제는, 제한된 의미에서의 이데올로기의 역사는 프랑스 혁명과 나폴레옹 체제의 등장과 함께 끝났으며, 따라서 "동등한 권리와 평등한 인정"을 실현하기 위한 폭력적인 투쟁이 더 이상 필요하지 않다는 생각을 발전시킨 것이다. 코제브의 "역사의 종말" 테제는 프랜시스 후쿠야마의 같은 이름의 테제와 다른데, 전자는 자유 민주주의의 승리 뿐 아니라 사회주의와 자본주의의 종합을 강조하기 때문이다. 마크 릴라는 코제브가 1930년대 유럽 지성인들 사이에 만연했던, 자본주의와 민주주의가 계몽주의의 실패한 작품이며 공산주의나 파시즘에 의해 파괴될 것이라는 개념을 거부했다는 점을 지적한다. 반대로, 코제브는, 기본적으로 미국보다는 소련에 대해 더 공감했으면서도, 그의 사상의 대부분을 서구 유럽의 자율성의 보호를 위해 할애했으며, 특히 소련이나 미국의 지배로부터의 프랑스의 자율성에 대해 고민했다. 그는 자본주의 미국은 우파 헤겔주의를 반영하는 반면 국가 사회주의 소련은 좌파 헤겔주의를 반영한다고 믿었다. 어느 편에 의한 승리이건 결국 릴라가 묘사한 "계급 구별 없는 합리적으로 조직된 관료제"를 낳으리라는 것이다.
코제브의 헤겔에 대한 가장 중요한 강의 중 일부는 1947년 이제는 고전이 된 "헤겔 독해 입문: 정신현상학 강의"로 출판되었으며, 영어로도 번역되었다. 헤겔에 대한 그의 해석은 지난 세기에서 가장 영향력 있는 해석들 중 하나였다. 수는 적지만 영향력 있는 지성인 집단이 그의 강의를 들었다. 레몽 크노, 조르주 바타유, 모리스 메를로퐁티, 앙드레 브르통, 자크 라캉, 레몽 아롱, 로제 카유아, 미셸 레리스(Michel Leiris), 앙리 코르뱅(Henry Corbin), 장 이폴리트(Jean Hyppolite), 에리크 베일(Éric Weil) 등이 그들이다. 주인 노예 변증법에 대한 그의 해석은 자크 라캉의 거울 단계 이론에 중요한 영향을 주었다. 그들의 사상에 대한 코제브의 영향력을 인정하는 프랑스 사상가들 중에는 미셸 푸코와 자크 데리다와 같은 후기 구조주의 철학자들도 포함된다.

## 같이 보기
- 장 발